# Laguna de estiércol
Una laguna de estiércol es una cuenca de tierra artificial al aire libre llena de desechos animales que se somete a respiración anaerobia como parte de un sistema diseñado para el tratamiento de los desechos creados por operaciones concentradas de alimentación animal. Estas lagunas se crean a partir de un lodo de estiércol, que se trata desde la parte inferior de los corrales de animales y se canaliza posteriormente hacia la laguna. A veces, el lodo se coloca en un tanque intermedio junto a los graneros, antes de depositarlo en la laguna. Una vez en la laguna, el estiércol se sedimenta en dos capas: una capa sólida o de lodos y una capa líquida. Luego, el estiércol sufre el proceso de respiración anaerobia, mediante el cual los compuestos orgánicos volátiles se convierten en dióxido de carbono y metano. Las lagunas de estiércol generalmente se utilizan para pretratar aguas residuales industriales de alta resistencia y aguas residuales municipales. Esto permite la sedimentación preliminar de los sólidos suspendidos como proceso de pretratamiento.

## Trasfondo
A partir de la década de 1950 con la producción avícola, y luego en las décadas de 1970 y 1980 con el ganado vacuno y porcino, los productores cárnicos en Estados Unidos han recurrido a esto como forma de producir grandes cantidades de carne de manera más eficiente. Este cambio logrado abaratar el precio de la carne. Sin embargo, el aumento de la ganadería ha generado un aumento del estiércol. En 2006, las operaciones ganaderas en los Estados Unidos produjeron 133 millones de toneladas de estiércol. A diferencia del estiércol producido en una granja convencional, este tipo de estiércol no se puede utilizar en su totalidad como fertilizante directo en tierras agrícolas debido a la mala calidad del mismo. Además, la producción de estiércol es de gran volumen. Una operación de alimentación con 800 000 cerdos podría producir más de 1,6 millones de toneladas de residuos al año. La gran cantidad de estiércol producida por una de estas lagunas debe abordarse con personal y material cualificados, ya que un manejo inadecuado del estiércol puede provocar daños al agua, el aire y el suelo. Como resultado, la recolección y eliminación de estiércol se ha convertido en un problema cada vez mayor.

## Diseño

### Descripción

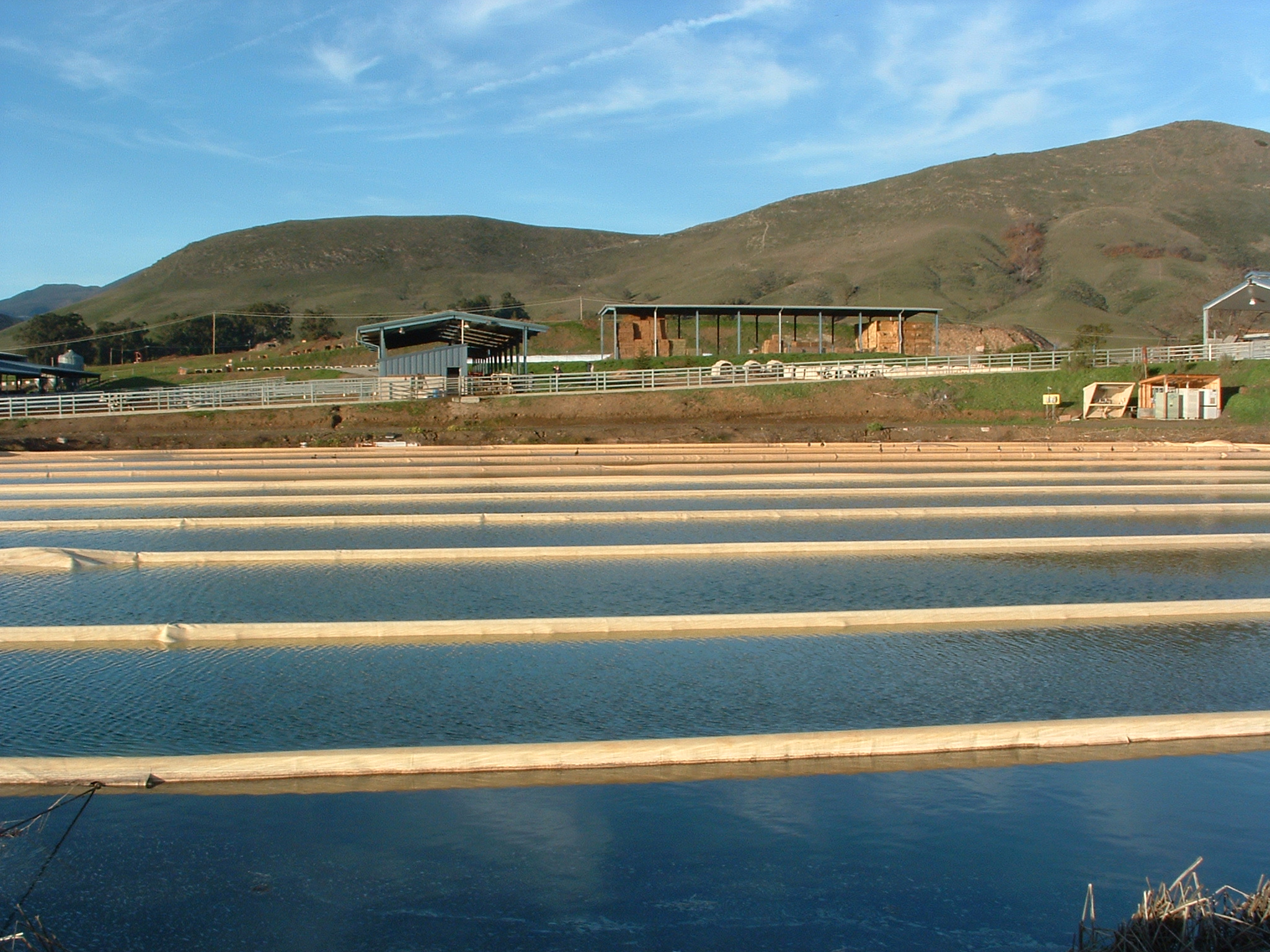
Laguna de tratamiento de estiércol en Cal Poly Dairy.

Las lagunas de estiércol son cuencas de tierra con una profundidad habitual de 2,5 metros (3 yd), aunque cuanto mayor sea la profundidad mejor será el tratamiento y menor la difusión de oxígeno desde la superficie. Para minimizar la fuga de desechos animales al agua subterránea, las lagunas más nuevas suelen estar revestidas con arcilla. Los estudios han demostrado que, de hecho, las lagunas generalmente pierden a un ritmo de aproximadamente 1 milímetro (0,04 plg) por día, con o sin arcilla, porque es el lodo depositado en la base de la laguna lo que limita las fugas, no el revestimiento de arcilla ni el suelo subyacente.

### Proceso
La laguna se divide en dos capas distintas: lodos y líquido. La capa de lodos es una capa más sólida formada por la estratificación de los sedimentos del estiércol. Después de un tiempo, esta capa sólida se acumula y debe limpiarse. El nivel del líquido está compuesto de grasa, espuma y otras partículas. El nivel líquido de las aguas residuales de estas lagunas se sedimenta al fondo de la laguna para mezclarse con la masa microbiana activa en la capa de lodo. Estas condiciones son uniformes en toda la laguna, excepto en un pequeño nivel superficial.

### Ventajas de su construcción
- El estiércol puede ser manipulado fácilmente con agua mediante sistemas de descarga, tuberías de alcantarillado, bombas y sistemas de riego.[12]
- La estabilización de los residuos mediante suu tratamiento minimiza el olor cuando el estiércol finalmente se utiliza como fertilizante.[13]
- El estiércol se puede almacenar a largo plazo a bajo coste.[13]
- El estiércol se encuentra todo en un zona, en lugar de esparcirse por una gran superficie de tierra («sistema de ampliación de residuos», «WES» por sus siglas en inglés: Waste Enlargement System).

### Desventajas de su construcción
- Requiere una superficie de terreno relativamente grande.[11]
- Produce fuertes olores indeseables, especialmente durante la primavera y el otoño.[13]
- La estabilización orgánica lleva bastante tiempo debido a la lentitud del tratamiento de los lodos y del crecimiento de los formadores de metano.
- El estiércol utilizado como fertilizante es de menor calidad debido a la baja disponibilidad de nutrientes.[13]
- Pueden producirse filtraciones de aguas residuales si los tanques se rompen o están mal construidos.[11]
- El clima y otros elementos medioambientales pueden afectar fuertemente la seguridad y eficacia de estas lagunas.[11]

## Impactos medioambientales y de salud

### Emisiones de gas
Las tasas de asma en niños que viven cerca de una laguna de estiércol suelen ser altas. Se ha demostrado que el proceso de este tratamiento libera más de 400 compuestos volátiles de las lagunas. Los más frecuentes son: amoníaco, sulfuro de hidrógeno, metano y dióxido de carbono.

#### Amoníaco
En Estados Unidos, el 80 % de las emisiones de amoníaco provienen de la producción ganadera. Una laguna puede vaporizar hasta el 80 % de su nitrógeno mediante la reacción: NH4+-N -> NH3 + H+. A medida que aumenta el pH o la temperatura, también aumenta la cantidad de amoníaco volatilizado. Una vez que el amoníaco se ha volatilizado, puede viajar hasta 300 millas y, a distancias más cercanas, es un irritante respiratorio. La acidificación y eutrofización del ecosistema que rodea las lagunas podría deberse a la exposición prolongada al amoníaco volatilizado. Este amoníaco volatilizado ha estado implicado en daños ecológicos generalizados en Europa y es un motivo de preocupación en auge para Estados Unidos.

#### Sulfuro de hidrógeno
Con promedios superiores a 30 ppb, las lagunas tienen alta concentración de sulfuro de hidrógeno, el cual es altamente tóxico. Un estudio realizado por la Agencia de Control de la Contaminación de Minnesota ha descubierto que las concentraciones de sulfuro de hidrógeno cerca de las lagunas han excedido el estándar estatal, incluso a una distancia de hasta 4,9 millas. El sulfuro de hidrógeno se reconoce por su desagradable olor a huevo podrido. Debido a que el sulfuro de hidrógeno es más pesado que el aire, tiende a permanecer alrededor de las lagunas incluso después de la ventilación. Los niveles de sulfuro de hidrógeno alcanzan su punto máximo después de la agitación y durante la eliminación del estiércol.

#### Metano
El metano es un gas inodoro, insípido e incoloro. Las lagunas producen alrededor de 2 300 000 toneladas por año y un 40 % de esta masa proviene de lagunas de granjas porcinas. El metano es combustible a altas temperaturas y las explosiones y los incendios son una amenaza real en las lagunas o cerca de ellas. Además, el metano es un gas que aumenta el efecto invernadero. La EPA de EE. UU. estimó que el 13 % de todas las emisiones de metano provinieron del estiércol de ganado en 1998 y esta cifra ha aumentado en los últimos años. Recientemente ha habido interés en una tecnología que capturaría el metano producido en las lagunas y lo vendería como energía.

### Contaminantes solubles en agua
Los contaminantes que son solubles en agua pueden escapar de las lagunas de estiércol y entrar al medio ambiente a través de fugas si están mal construidas o inclemencias del tiempo como un exceso de lluvia o fuertes vientos que provoquen el desbordamiento de las lagunas. Estas fugas y desbordamientos pueden contaminar las aguas superficiales y subterráneas circundantes con algunos materiales peligrosos que se encuentran en la laguna. Los más graves de estos contaminantes son los patógenos, los antibióticos, los metales pesados y las hormonas. Por ejemplo, el escurrimiento de granjas en Maryland y Carolina del Norte es un candidato principal para la Pfiesteria piscicida . Este contaminante tiene la capacidad de matar peces y también puede causar irritación de la piel y pérdida de memoria a corto plazo en los humanos.

#### Patógenos
Se ha descubierto que más de 150 patógenos en lagunas de estiércol afectan la salud humana. Las personas sanas que entran en contacto con patógenos suelen recuperarse rápidamente. Sin embargo, quienes tienen un sistema inmunológico debilitado, como los pacientes con cáncer y los niños pequeños, tienen un mayor riesgo de sufrir una enfermedad más grave o incluso la muerte. Alrededor del 20 por ciento de la población estadounidense está clasificada en este grupo de riesgo. Algunos de los patógenos más notables son:

##### E.coli
El E. coli se encuentra en los intestinos y las heces tanto de animales como de humanos. Una cepa particularmente virulenta, la Escherichia coli O157:H7, se encuentra específicamente en el lumen del ganado criado en lagunas de este tipo. Debido a que el ganado se alimenta con maíz que ha crecido aquí, en lugar de pasto, esto cambia el pH del lumen, haciéndolo más hospitalario para el E. coli . El ganado alimentado con cereales tiene un 80 % más de esta cepa de E. coli que el ganado alimentado con pasto. Sin embargo, la cantidad de E. coli que se encuentra a la luz del ganado alimentado con cereales se puede reducir significativamente cambiando el animal a pasto solo unos días antes del sacrificio. Esta reducción disminuiría la presencia del patógeno tanto en la carne como en los desechos del ganado y disminuiría la E. coli encontrada en lagunas de estiércol.

##### Criptosporidio
El cryptosporidium es un parásito que causa diarrea, vómitos, calambres estomacales y fiebre. Es particularmente problemático porque es resistente a la mayoría de los regímenes de tratamiento en lagunas. En un estudio realizado en Canadá, el 37 % de las muestras de estiércol líquido porcino contenían cryptosporidium.

##### Otros patógenos comunes
Otros patógenos comunes (y sus síntomas) son:
- Bacillus anthracis, también conocido como ántrax (llagas en la piel, dolor de cabeza, fiebre, escalofríos, náuseas, vómitos).
- Leptospira pomona (dolor abdominal, dolor muscular, vómitos, fiebre).
- Listeria monocytogenes (fiebre, fatiga, náuseas, vómitos, diarrea).
- Salmonella (dolor abdominal, diarrea, náuseas, escalofríos, fiebre, dolor de cabeza).
- Clostridium tetani (espasmos musculares violentos, trismo, dificultad para respirar).
- Histoplasma capsulatum (fiebre, escalofríos, dolor muscular, tos, dolor y rigidez en las articulaciones).
- Microsporum y trichophyton de tiña (picazón, sarpullido).
- Giardia lamblia (dolor abdominal, gases abdominales, náuseas, vómitos, fiebre).
- Cryptosporidium (diarrea, deshidratación, debilidad, calambres abdominales).
- Pfiesteria piscicida (daño neurológico).[19]

#### Antibióticos
Se alimenta al ganado con antibióticos para prevenir enfermedades y aumentar el peso y el desarrollo, de modo que se acorte el tiempo desde el nacimiento hasta el sacrificio. Sin embargo, debido a que estos antibióticos se administran en niveles subterapéuticos, las colonias bacterianas pueden desarrollar resistencia a los medicamentos a través de la selección natural de bacterias resistentes a estos antibióticos. Estas bacterias resistentes a los antibióticos luego se excretan y transfieren a las lagunas, donde pueden infectar a humanos y otros animales.

#### Hormonas
Se administran hormonas de crecimiento como rBST, estrógenos y testosterona para aumentar la tasa de desarrollo y la masa muscular del ganado. Sin embargo, el animal solo absorbe realmente una fracción de estas hormonas. El resto se excreta y termina en lagunas. Los estudios han demostrado que estas hormonas, si escapan de la laguna y se emiten a las aguas superficiales circundantes, pueden alterar la fertilidad y los hábitos reproductivos de los animales acuáticos.

#### Metales pesados
El estiércol contiene oligoelementos de muchos metales pesados como arsénico, cobre, selenio, zinc, cadmio, molibdeno, níquel, plomo, hierro, manganeso, aluminio y boro. A veces, estos metales se administran a los animales como estimulantes del crecimiento, algunos se introducen a través de pesticidas utilizados para eliminar los insectos del ganado y otros pueden pasar por los animales como alimento no digerido. Los oligoelementos de estos metales y las sales del estiércol animal presentan riesgos para la salud humana y los ecosistemas.

### Derrame de New River
En 1999, el huracán Floyd azotó Carolina del Norte, inundando lagunas de desechos de cerdos, liberando 25 millones de galones de estiércol en New River y contaminando el suministro de agua. Ronnie Kennedy, director de salud ambiental del condado, dijo que de 310 pozos privados que había analizado para detectar contaminación desde la tormenta, el 9 % o tres veces el promedio al este de Carolina del Norte, tenían bacterias coliformes fecales. Normalmente, las pruebas que muestran cualquier indicio de heces en el agua potable, una indicación de que puede contener patógenos que causan enfermedades, son motivo de acción inmediata.

## Regulación
Las lagunas de estiércol se construyen como parte de un sistema de operación de aguas residuales. Como tal, el cumplimiento y los permisos se manejan como una extensión de esa operación. Por lo tanto, las lagunas de estiércol están reguladas a nivel estatal y nacional a través de la laguna que las opera. En los últimos años, debido a los efectos medioambientales y de salud asociados con las lagunas la EPA ha aumentado la regulación de estas con especial atención. Carolina del Norte prohibió la construcción de nuevas lagunas de estiércol en 1999 y mantuvo esa prohibición en 2007.

## Investigación posteriores
Se han realizado algunas investigaciones para desarrollar y evaluar la viabilidad económica de tecnologías ambientalmente superiores. Cinco alternativas principales que se han implementado en Carolina del Norte son: un sistema de separación/nitrificación-desnitrificación/eliminación de fósforo soluble de sólidos; un sistema de digestión termófilo; un sistema de compostaje centralizado; un sistema de gasificación y un sistema de combustión de lecho fluidizado.Estos sistemas se evaluaron en función de su capacidad para: reducir los impactos de los desechos de las lagunas de estiércol en aguas superficiales y subterráneas, disminuir las emisiones de amoníaco, disminuir la fuga de patógenos transmisores de enfermedades y reducir la concentración de contaminación por metales pesados.